# Claudio Macciò
Claudio Macciò (Masone, 22 luglio 1949) è un ex calciatore italiano.

## Carriera
Calcisticamente nasce nel G.S. Masone, si trasferisce poi alla società genovese "Gruppo C", dalla quale passa al Rimini in Serie C. Dopo quattro stagioni sull'Adriatico, nel 1972-1973 viene acquistato dall'Ascoli con cui esordisce in Serie B.
Dopo una stagione si trasferisce all'Atalanta, facendo poi nuovamente ritorno ad Ascoli. Qui esordisce in Serie A, venendo utilizzato dall'allenatore Carlo Mazzone anche come "sparring partner" per Giovanni Bertini.
L'anno seguente gioca nel Brindisi e quindi nuovamente nel Rimini, entrambe in Serie B.
Conclude la carriera nel 1980 al Riccione.
Ha totalizzato complessivamente 15 presenze in Serie A e 80 presenze e 3 reti in Serie B.

## Palmarès

### Club

#### Competizioni nazionali
- Serie C2: 1

Fano: 1978-1979